# Cuvieronius
Cuvieronius – wymarły rodzaj gomfotera z Nowego Świata, nazwany na cześć francuskiego naturalisty Georges’a Cuviera. Dorosłe osobniki dorastały do około 2,3 m wysokości w kłębie i ważyły około 3,5 tony. Z wyglądu przypominały dzisiejsze słonie o spiralnie skręconych ciosach.

## Taksonomia
Pozostałości Cuvieronius hyodon były jednymi z pierwszych opisanych skamieniałości pochodzących z Nowego Świata. Pierwsze szczątki zostały znalezione w Ekwadorze przez Alexandra von Humboldta. Miejsce znaleziska było nazywane przez miejscowych „Polaną gigantów”. Oryginalnie miejscowa ludność i hiszpańscy koloniści uznawali kości za szczątki gigantów. Jednak Humboldt zauważył podobieństwo kości do rodzaju Mastodont, znalezionego wcześniej w Ohio. Po odkryciu podobnych zębów w Meksyku, Ekwadorze i Chile wysłał je francuskiemu zoologowi Georges’owi Cuvierowi. Pogrupował on zęby w pracy z 1806 na dwa gatunki określane jako „mastodonte des cordilières” i „mastodonte humboldien”. Gatunki zostały formalnie opisane przez Cuviera w 1824 jako rodzaj Mastodon z gatunkami M. andium i M. humboldtii. Jednak wcześniej, w 1814, bez wiedzy Cuviera, Fischer nadał własną nazwę znaleziskom, bazując na oryginalnym opisie Cuviera, tworząc rodzaj Mastotherium, w którym znalazły się 2 gatunki: M. hyodon i M. humboldtii. Koncepcja istnienia dwóch gatunków przetrwała do XX w., używano głównie nazw Cuviera, pomimo tego, że nazwy Fischera były starsze. W 1923 Henry Fairfield Osborn uznał gatunki za różne od rodzaju Mastodon i stworzył osobny rodzaj dla każdego: Cuvieronius humboldtii i Cordillerion andium. Jednak w 1930 uznano, że obie formy reprezentują ten sam gatunek, a rodzaj Cuvieronius został uznany za jedyną poprawną nazwę. W latach 50. nomenklatura gatunku stała się bardzo zawiła, gdyż część badaczy dla gatunku typowego rodzaju Cuvieronius nadal używała nazwy Mastotherium hyodon Fischera zamiast wyznaczonej nazwy Mastodon humboldtii. Sytuacja ta pozostawała nierozwiązana do 2009 roku, kiedy to Spencer Lucas napisał petycję do Międzynarodowej Komisji Nomenklatury Zoologicznej (ICZN) o zmianę nazwy gatunku typowego rodzaju Cuvieronius na Mastotherium hyodon. W 2011 ICZN uznał powyższą petycję.

## Ewolucja
Cuvieronius wyewoluował w Ameryce Północnej na początku pliocenu. Uważa się go za bliskiego krewniaka bądź nawet potomka Rhynchotherium, rodzaju gomfotera z Ameryki Północnej znanego z późnego miocenu i pliocenu.
Cuvieronius wyginął w większości Ameryki Północnej około miliona lat temu, po tym gdy około 1,3 miliona lat temu mamuty przybyły do Ameryki. Cuvieronius prawdopodobnie nie był w stanie sprostać konkurencji mastodontów i mamutów, jednak dotrwał w południowej części Ameryki Północnej aż do końcówki plejstocenu.
Gdy obie Ameryki połączyły się, Cuvieronius i jego bliski krewniak Notiomastodon zasiedliły Amerykę Południową. Cuvieronius dotarł do niej zdecydowanie później niż Notiomastodon, najstarsza możliwa data tego wydarzenia jest szacowana na 760 tysięcy lat, najstarsza potwierdzona data to około 350 tysięcy lat. Ponadto zasięg Cuvieroniusa był dużo mniejszy, ograniczając się głównie do Andów. Najdalszym na południe świadectwem obecności tego zwierzęcia są szczątki znalezione w Chile, w formacji Quereo Quebrada. Ich wiek został oszacowany na 11 600–11 400 lat temu (późny plejstocen). Jednak nowsze badania sugerują, że rodzaj ten wymarł przed późnym plejstocenem, zanim ludzie przybyli do Ameryki Południowej.

## Zasięg
Najstarsze szczątki pochodzące z hrabstwa Lincoln w Nevadzie są datowane na 4,6 mln lat temu. Zwierzę zostało również znalezione w Karolinie Północnej i Południowej w skałach oszacowanych na plejstocen, od 1,81 mln do 126 tys. lat temu. Szczątki z Florydy dają świadectwo na obecność rodzaju od 2 mln–500 tysięcy lat temu. Najmłodsze skamieniałości z Ameryki Północnej pochodzą z Sonory w Meksyku i są datowane na 13 390 lat, w miejscu polowań ludzi z kultury Clovis. Szczątki w pobliżu Hockeley w Teksasie blisko Austin zostały ocenione na 24 tysiące lat.
Według ustaleń brazylijskich naukowców wiele szczątków w Ameryce Południowej określanych jako należące do rodzaju Cuvieronius tak naprawdę przynależy do rodzaju Notiomastodon. Zgodnie z nimi zasięg zwierzęcia obejmował Ekwador na północy aż do Boliwii na południu, a szczątki pochodzące z Chile i Argentyny należą do rodzaju Notiomastodon. Ta sama grupa naukowców uważa, że wszystkie szczątki Cuvieroniusa należą do jednego gatunku, C. hyodon. Ponadto zaznaczają, że żaden z egzemplarzy nie był młodszy niż 44 tys. lat, co sugeruje, że ludzie nigdy nie spotkali się z tym zwierzęciem. Pod koniec plejstocenu północną granicą zasięgu był Meksyk oraz środkowy Teksas.
Inne skamieniałości zostały znalezione w Boliwii (formacje Ulloma i Tarija), Kolumbii (formacja Sabana), Kostaryce, Ekwadorze, Salwadorze, Gwatemali, Meksyku, Nikaragui, Panamie i USA (Teksas, Północna i Południowa Karolina, Nowy Meksyk, Oklahoma) i Wenezueli.
Znany jest przypadek znalezienia szczątków w Ekwadorze wraz z ludzkimi narzędziami datowanymi na 200–400 rok n.e.